# 千秋町浅野羽根
千秋町浅野羽根（ちあきちょう あさのはね）は、愛知県一宮市の地名。

## 地理
一宮市南東部に位置する。西は浅野、南は丹陽町重吉、北は南小渕に接する。集落は愛知県道149号浅野羽根岩倉線の南側に所在し、北側に県営住宅が所在している。

### 字一覧
- 現行字についての五十音順で配列している。読みはYahoo地図による[WEB 5]。昭和30年当時の字は『千秋村史』23頁、明治15年当時の字は『愛知県地名収攬』182頁による。

| 現行字                       | 昭和30年当時 | 明治15年当時                   |
| ---------------------------- | ------------ | ------------------------------ |
| 池田（いけだ）               | 池田         | 池田（いけだ）                 |
| 石川（いしかわ）             | 石川         | 石川（いしかわ）               |
| 壱丁畑（いっちょうばた）     | 壱丁畑       | 壱町畑（いちょうはた）         |
|                              | 犬殺         | 犬殺（いぬころし）             |
| 姥ケ背（うばがせ）           | 姥ケ脊       | 姥ケ脊（はんがせ）             |
|                              | 幽㚑         | ヱウレイ                       |
| 大石亀（おおいしがめ）       | 大石亀       | 大石亀（おおいしかめ）         |
|                              | 鬼ケ島       | 鬼ケ島（おにがしま）           |
| 鍛治屋（かじや）             | 鍛治屋       | 鍛治屋（かじや）               |
| 上流（かみながれ）           | 上流         | 上流（かみなかれ）             |
|                              | 川田         | 川田（かわた）                 |
| 北裏（きたうら）             | 北裏         | 北浦（きたうら）               |
| 北斉宮寺（きたさいぐうじ）   | 北斉宮寺     | 北斉宮寺（きたさいくうし）     |
| 金城見（きんじょうけん）     | 金城見       | 金城見（きんじょうけん）       |
| 栗林（くりばやし）           | 栗林         | 栗林（くりはやし）             |
| 高田（こうでん）             | 高田         | 高田（たかた）                 |
| 古金島（こがねじま）         | 古金島       | 古金島（こかねしま）           |
| 笹井（ささい）               | 笹井         | 笹井（ささい）                 |
|                              | 下垂         | シモダレ                       |
| 下流（しもながれ）           | 下流         | 下流（しもなかれ）             |
|                              | 治郎五郎     | 治郎五郎（しろごろ）           |
| 新田裏（しんでんうら）       | 新田裏       | 新田裏（しんでんうら）         |
| 大善寺（だいぜんじ）         | 大善寺       | 大善寺（たいぜんじ）           |
| 長楽寺（ちょうらくじ）       | 長楽寺       | 長楽寺（ちよらくじ）           |
| 天神（てんじん）             | 天神         | 天神（てんしん）               |
|                              | トドメキ     | トトメキ                       |
| 西之島（にしのしま）         | 西之島       | 西ノ島（にしのしま）           |
| 西南出（にしみなみで）       | 西南出       | 西南出（にしみなみだ）         |
| 能度（のぶど）               | ノフド       | ノフド                         |
| ハシノミ                     | ハシノミ     | ハシノミ                       |
| 羽知古（はちこ）             | 羽知古       | 羽知古（はちこ）               |
| 羽々矢（はばや）             | 羽々矢       | 羽々矢（ははや）               |
| 藤ノ木（ふじのき）           | 藤之木       | 藤ノ木（ふじのき）             |
| 溝尻（みぞじり）             | 溝尻         | 溝尻（みそしり）               |
| 南斉宮寺（みなみさいぐうじ） | 南斉宮寺     | 南斉宮寺（みなみさいくうし）   |
|                              | 南出         | 南出（みなみで）               |
| 妙興寺（みょうこうじ）       | 妙興寺       | 妙興寺（みよこうじ）           |
|                              | 宮西         | 宮西（みやにし）               |
| 六反畑（ろくたんばた）       |              |                                |
|                              | 西六反田     | 西六反畑（にしろくたんはた）   |
|                              | 東六反田     | 東六反畑（ひがしろくたんはた） |

## 歴史

### 地名の由来
- 町域内に所在する羽々矢神社の名称に由来するという[2]。浅野の冠称については、同じ丹羽郡の犬山羽根村・岩倉羽根村と区別するため、近接する浅野の名を取ったものという[2]。

### 沿革
- 中世 - 羽禰村として所在[3]。
- 天正末期 - 織田信雄の家臣揖斐与右衛門の知行地が所在した[4]。
- 江戸時代 - 尾張藩小牧代官所支配の村として所在[5]。
- 1889年（明治22年）10月 - 町村制実施に伴い、町屋村・小山村・塩尻村と合併し、豊富村大字浅野羽根となる[2][3]。
- 1893年（明治26年）頃 - 小山に設置された小山巡査駐在所の管内に編入される[6]。
- 1906年（明治39年） - 浮野村・青木村・豊富村・幼村（一部）の合併により、千秋村大字浅野羽根となる[2][3]。
- 1906年（明治39年）頃 - 西成村浅野駐在所の管内に編入される[6]。
- 1941年（昭和16年）頃 - 佐野駐在所の千秋南部駐在所への改称に伴い、同駐在所の管内に編入される[6]。
- 1955年（昭和30年）4月 - 一宮市編入に伴い、同市千秋町浅野羽根となる[3]。
- 1977年（昭和52年） - 一部が平島に編入される[7]。

## 世帯数と人口
2019年（平成31年）4月30日現在の世帯数と人口は以下の通りである。
| 大字           | 世帯数  | 人口    |
| -------------- | ------- | ------- |
| 千秋町浅野羽根 | 658世帯 | 1,671人 |

### 人口の変遷
| 『徇行記』古口     | 446人   | [ 8 ]     |  |
| 『徇行記』今口     | 476人   | [ 8 ]     |  |
| 1950年（昭和10年） | 560人   | [ 9 ]     |  |
| 1955年（昭和30年） | 614人   | [ 9 ]     |  |
| 2005年（平成17年） | 1,600人 | [ WEB 6 ] |  |
| 2010年（平成22年） | 1,778人 | [ WEB 7 ] |  |

## 小・中学校の学区
市立小・中学校に通う場合、学区は以下の通りとなる。また、公立高等学校に通う場合の学区は以下の通りとなる。
| 番・番地等 | 小学校               | 中学校             | 高等学校 |
| ---------- | -------------------- | ------------------ | -------- |
| 全域       | 一宮市立千秋南小学校 | 一宮市立千秋中学校 | 尾張学区 |

## 交通

### 鉄道
- 現在、町域内を通過する鉄道路線は存在しないが、1914年（大正3年）から1965年（昭和40年）4月25日までは名鉄一宮線が走り、羽根駅が旅客営業していた。

### 道路
- 愛知県道149号浅野羽根岩倉線
- 愛知県道153号浅井清須線
- 愛知県道155号井之口江南線

## 施設
- 羽々矢神社[1]北緯35度17分19.1秒 東経136度50分19.9秒 / 北緯35.288639度 東経136.838861度

字羽々矢2725番地に鎮座。創建は不明であるが、文安2年8月勧請。加納城新築の際、その地にあった羽々矢天王宮を、斉藤左衛門藤原朝臣利水が、尾張国丹羽郡羽根里羽知郷に遷したのが当地におけるはじまりとされる。寛永11年、加納城主松平丹波守が磐城平藩移封に際して、鎗1筋・太刀1振・鉄灯篭1台を寄付し、現在の字羽々矢に遷座した。明治3年11月、羽々矢社と改称。1924年（大正13年）4月改築し、境内社（天照大神を祀る神明社・事勝國勝長狭神を祀る六所社）を合祀した。1983年（昭和58年）、本殿などを修復した。社格は村社。素戔嗚尊を祀る。祭礼は毎年10月25日。
- 真宗大谷派寺西山円林寺[13]（圓林寺）北緯35度17分23.6秒 東経136度50分23.3秒 / 北緯35.289889度 東経136.839806度

字羽々矢2689番地に所在。本尊は阿弥陀如来。創立は天文2年2月で、浄徳律師の開基による。当初は教順寺もしくは円持寺と称していたというが、のち改称。江戸時代には知多郡大野村光明寺の末寺となっていた。
- 愛知県営羽根住宅[1]北緯35度17分31.5秒 東経136度50分37.8秒 / 北緯35.292083度 東経136.843833度

特別県営住宅。1988年（昭和63年）管理開始。鉄筋コンクリート造3階建て。

## 人物
- 中村谷蔵 - 大工棟梁[14]。

## その他

### 日本郵便
- 郵便番号 : 491-0816[WEB 3]（集配局：一宮郵便局[WEB 11]）。

### WEB
1. ↑  “愛知県一宮市の町丁・字一覧”.   人口統計ラボ. 2019年5月19日閲覧。
2. 1 2  “一宮市の人口町丁字別(Excel)”.   一宮市 (2019年4月8日). 2019年5月19日閲覧。
3. 1 2  “郵便番号”.  日本郵便. 2019年5月19日閲覧。
4. ↑  “市外局番の一覧”.   総務省. 2019年5月19日閲覧。
5. ↑  “Yahoo!地図 愛知県一宮市千秋町浅野羽根”.   Yahoo!Japan. 2015年2月19日閲覧。
6. ↑  “愛知県の町丁・字別人口　－平成17年国勢調査町丁・字別集計結果－ 一宮市” (XLS).   愛知県 県民生活部 統計課 人口統計グループ (2007年6月29日). 2015年2月21日閲覧。
7. ↑  “愛知県の町丁・字別人口　－平成22年国勢調査　町丁・字別集計結果－ 一宮市” (XLS).   愛知県 県民生活部 統計課 人口統計グループ (2012年5月14日). 2015年2月21日閲覧。
8. ↑  “一宮市立小中学校区一覧表”.   一宮市 (2017年5月30日). 2019年5月19日閲覧。
9. ↑  “平成29年度以降の愛知県公立高等学校（全日制課程）入学者選抜における通学区域並びに群及びグループ分け案について”.   愛知県教育委員会 (2015年2月16日). 2019年1月14日閲覧。
10. 1 2 3  “物件詳細 羽根T”.   愛知県住宅供給公社. 2015年2月21日閲覧。
11. ↑  “郵便番号簿 2018年度版” (PDF).   日本郵便. 2019年5月18日閲覧。

### 文献
1. 1 2 3 4 5  「角川日本地名大辞典」編纂委員会 1989, p. 1578.
2. 1 2 3 4  千秋村史編纂委員会 1956, p. 13.
3. 1 2 3 4  「角川日本地名大辞典」編纂委員会 1989, p. 88.
4. ↑  有限会社平凡社地方資料センター 1981, p. 393.
5. ↑  千秋村史編纂委員会 1956, p. 20.
6. 1 2 3  千秋村史編纂委員会 1956, p. 146.
7. ↑  「角川日本地名大辞典」編纂委員会 1989, p. 89.
8. 1 2  千秋村史編纂委員会 1956, p. 24.
9. 1 2  千秋村史編纂委員会 1956, p. 27.
10. 1 2 3 4 5 6 7 8  千秋村史編纂委員会 1956, p. 161.
11. ↑  千秋村史編纂委員会 1956, p. 162.
12. ↑  愛知県神社庁 1992, p. 136.
13. 1 2 3 4 5 6  千秋村史編纂委員会 1956, p. 195.
14. ↑  千秋村史編纂委員会 1956, p. 236.